# Девојка на мосту
Девојка на мосту (фр. La fille sur le pont) је француски филм из 1999. у режији Патриса Леконта. У главним улогама су Данијел Отеј и Ванеса Паради.

## Кратак садржај
Филм прати причу о Габору (Данијел Отеј), бацачу ножева и девојке Адел (Ванеса Паради), која покушава да оконча свој живот скачући са моста. Габор, који такође намерава да скочи са моста, спречава Адел да изврши самоубиство и убеђује је да, у његовој тачки бацања ножева, постане његова мета. Филм затим прати њихов однос док путују широм Европе и завршава се у Истанбулу када се одвајају и када њихови животи још једном постају несрећни.

## Улоге
| Глумац        | Улога |
| ------------- | ----- |
| Ванеса Паради | Адел  |
| Данијел Отеј  | Габор |